# Benicarló
Benicarló  es un municipio de la Comunidad Valenciana, España. Situado en la costa norte de la provincia de Castellón, en la comarca del Bajo Maestrazgo. Cuenta con una población de 29 607 habitantes (INE 2024).

## Geografía
Integrado en la comarca de Bajo Maestrazgo, se sitúa a 69 kilómetros de la capital provincial. El término municipal está atravesado por la autopista del Mediterráneo y por la carretera nacional N-340, entre los pK 1042 y 1048, además de por una carretera local que conecta con Cálig. El relieve del municipio está definido por una llanura litoral conocida como Plana de Benicarló, por donde discurren el río Sec y algunas ramblas que desembocan en el Mar Mediterráneo, como la Rambla de Alcalá. El Coll de la Malea de Març (177 metros), el Coll de la Tossa (166 m.s.n.m.) y el Puig de la Nau (162 m.s.n.m.) son las elevaciones más destacadas. La altitud oscila entre los 177 m.s.n.m. al suroeste (Coll de la Malea de Març) y el nivel del mar. El centro del pueblo se alza a 12 m.s.n.m.. 

### Localidades limítrofes
| Noreste: Cálig y Vinaroz | Norte: Vinaroz | Noreste: Vinaroz          |
| Oeste: Cálig             |                | Este: Mar Mediterráneo    |
| Suroeste: Peñíscola      | Sur: Peñíscola | Sureste: Mar Mediterráneo |

## Historia
Los restos más antiguos que se encuentran en Benicarló son los vestigios materiales encontrados en los poblados íberos de la Tossa y del Puig de la Nau, que alcanzan su máximo desarrollo en los siglos V y VI a. C. y cuyas murallas, o mejor dicho, sus restos, pueden ser contempladas en las afueras de esta Ciudad. El nacimiento de Benicarló cabe buscarlo en Beni-Gazlum, alquería de Peñíscola, a finales de la época musulmana. Adquirió carta de naturaleza como municipio tras la reconquista y serle otorgada la carta puebla por el rey Jaime I el 14 de junio de 1236 a fuero de Zaragoza, con el nombre de Benicastló, y posteriores concesiones de privilegios por varios monarcas. Pero no es hasta los siglos XVI-XVII que consigue la plena autonomía de la ciudad de Peñíscola, constatado por numerosos litigios sobre la capacidad legislativa y penal de la villa. En 1294 pasó a pertenecer a la Orden del Temple y posteriormente, en 1319, a la Orden de Montesa, iniciándose en ese momento una etapa de crecimiento económico y social sin precedentes hasta entonces. En 1370 Pedro el Ceremonioso, le concedió el derecho de embarcar y desembarcar mercancías desde las playas sin contribución ni pagos. Durante las Germanías, la población fue leal al rey y a la orden de Montesa, por lo cual fue asediada por los agermanados en 1521. Esta acción le sirvió para lograr, por gracia del rey Carlos I el 20 de octubre de 1523, el título de villa y otros privilegios sobre importación de trigo y la celebración de una feria anual. En 1556 sufrió el asalto de los piratas turcos. A mediados del siglo XVII Benicarló, como otros pueblos valencianos, padeció los efectos de la epidemia de peste bubónica que ocasionó más de 500 muertes. La crisis se acentuó con una plaga que asoló los campos destruyendo la mayoría de las viñas. Los inicios del siglo siguiente vienen marcados por la guerra de Sucesión, en la que la villa se rindió al general Asfeld (1706). En la Guerra de la Independencia resistió los ataques de Suchet y participó activamente en la formación de guerrillas. En las guerras carlistas sufrió los ataques del propio Cabrera. Es durante el siglo XIX cuando la villa se ensancha construyendo un muelle de embarque. Por real decreto de 22 de octubre de 1926, se concedió a la villa el título de ciudad por parte del rey Alfonso XIII. Durante la guerra civil Benicarló, fue bombardeado por la aviación franquista en varias ocasiones. El bombardeo del 3 de abril de 1938, a cargo de la aviación fascista italiana, causó 24 muertes y más de 30 heridos.

## Demografía
Benicarló cuenta con una población de 29 607 habitantes (INE 2024).
| Gráfica de evolución demográfica de Benicarló entre 1842 y 2021                                                     |
| |
| Población de derecho según los censos de población del INE Población de hecho según los censos de población del INE |

La población era de 1300 vecinos en 1794. Pasó a ser de 6989 en 1857, 7922 en 1877 y 7912 en 1887. Esta línea ascendente se verá detenida entre 1900 y 1930 por la crisis en el cultivo y la caída de la producción y exportación del viñedo, pero a partir de 1930 se estabiliza el crecimiento demográfico.

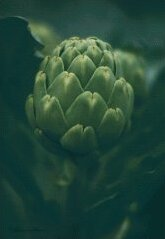
Alcachofa

### Economía
De gran importancia fue la producción de vino a finales del siglo XIX, el denominado Vino Carlón, que constituía la mayor fuente de riqueza de la ciudad. Como ejemplo diremos que en 1890 fueron exportados 17 millones de litros. Este cultivo se realizaba tanto en el término de Benicarló como en las poblaciones vecinas de Peñíscola, Cálig y Vinaroz. La plaga de la filoxera acabó con prácticamente todas las viñas de la zona, desapareciendo por completo este cultivo.
Entre 1931-1944 se construyó el actual puerto, con el consiguiente impulso en el desarrollo del sector pesquero que, en la actualidad, mantiene una flota de más de 50 embarcaciones, la cual ha obtenido en los últimos años, un promedio de 1.500.000 kg anuales de toda clase de especies marinas, entre las que destacan el salmonete, pescadilla, pulpo, rape, lenguado y langostino.
En la década de los años 60 del pasado siglo Benicarló se convierte en centro receptor de inmigrantes. Las causas que atraen esta población son: la industria (entre otras las del mueble, las destilerías de esencias químicas y la construcción) y el auge turístico. En la actualidad ciudadanos de varias nacionalidades residen en la ciudad.

#### Agricultura
En cuanto a la agricultura hay que señalar que el término municipal de Benicarló alberga gran cantidad de explotaciones agrícolas, tanto de secano como de regadío, destacando la producción de la alcachofa de Benicarló, producto con Denominación de Origen Europea, cítricos, hortalizas y otros productos de la huerta. 

## Administración
Las siguientes personas, representando a los siguientes partidos políticos, han ostentado el honor de ser alcalde o alcaldesa de Benicarló:
| Periodo   | Nombre                                                    | Partido           |
| --------- | --------------------------------------------------------- | ----------------- |
| 1979-1983 | José María Febrer Callís                                  | Grup Indep. Garbí |
| 1983-1987 | José María Febrer Callís                                  | Grup Indep. Garbí |
| 1987-1991 | Juan Vicente Rambla Sanz                                  | PSPV-PSOE         |
| 1991-1995 | Jaime Mundo Alberto                                       | PP                |
| 1995-1999 | Jaime Mundo Alberto                                       | PP                |
| 1999-2003 | Jaime Mundo Alberto                                       | PP                |
| 2003-2007 | Jaime Mundo Alberto (2003-2005) José Enrique Escuder Arín | PP PSPV-PSOE      |
| 2007-2011 | Marcelino Domingo Pruñonosa                               | PP                |
| 2011-2015 | Marcelino Domingo Pruñonosa                               | PP                |
| 2015-2019 | Rosario Miralles Ferrando                                 | PSPV-PSOE         |
| 2019-2023 | Rosario Miralles Ferrando                                 | PSPV-PSOE         |
| 2023-act. | Juan Manuel Cerdà Tena                                    | PP                |

La evolución en el reparto de los concejales por partidos políticos desde las elecciones municipales de 1979 es la siguiente:
| Partido político | Partido político              | 1979 | 1983 | 1987 | 1991 | 1995 | 1999 | 2003 | 2007 | 2011 | 2015 | 2019 | 2023 |
|                  | PP                            | -    | -    | -    | 8    | 9    | 9    | 10   | 12   | 13   | 7    | 5    | 7    |
|                  | PSPV-PSOE                     | 5    | 5    | 9    | 7    | 6    | 4    | 6    | 7    | 6    | 7    | 11   | 5    |
|                  | Beni-gazlum Tot per Benicarló | -    | -    | -    | -    | -    | -    | -    | -    | -    | -    | -    | 4    |
|                  | Compromís                     | -    | -    | -    | -    | -    | -    | -    | -    | -    | *    | 2    | 3    |
|                  | Vox                           | -    | -    | -    | -    | -    | -    | -    | -    | -    | -    | -    | 2    |
|                  | C's                           | -    | -    | -    | -    | -    | -    | -    | -    | -    | 3    | 3    | 0    |
|                  | Compromís-ERPV                | -    | -    | -    | -    | -    | -    | -    | -    | -    | 4    | -    | -    |
|                  | Bloc                          | -    | -    | -    | -    | -    | 4    | 5    | 2    | 2    | -    | -    | -    |
|                  | UV                            | -    | -    | -    | 1    | 0*   | 0    | -    | -    | -    | -    | -    | -    |
|                  | UPV                           | -    | -    | 0*   | 1    | 2    | -    | -    | -    | -    | -    | -    | -    |
|                  | CDS                           | -    | -    | 1    | 0    | -    | -    | -    | -    | -    | -    | -    | -    |
|                  | AP                            | -    | *    | 6    | -    | -    | -    | -    | -    | -    | -    | -    | -    |
|                  | PDP-Centristas Valencianos    | -    | *    | 1    | -    | -    | -    | -    | -    | -    | -    | -    | -    |
|                  | Grup Independent Garbí        | 6    | 8    | -    | -    | -    | -    | -    | -    | -    | -    | -    | -    |
|                  | CP                            | -    | 4    | -    | -    | -    | -    | -    | -    | -    | -    | -    | -    |
|                  | PCPV                          | 1    | 0    | -    | -    | -    | -    | -    | -    | -    | -    | -    | -    |
|                  | UCD                           | 5    | -    | -    | -    | -    | -    | -    | -    | -    | -    | -    | -    |

*En coalición con otros partidos.

### Resultados electorales
|  | 29,94 % |

|  | 23,39 % |

|  | 16,19 % |

|  | 11,75 % |

|  | 9,41 % |

|  | 4,45 % |

|  | 3,79 % |

|  | 98,79 % |

|  | 1,21 % |

|  | 1,07 % |

|  | 64,38 % |

|  | 35,62 % |

## Patrimonio
- Capilla del Cristo del Mar. (Iglesia de San Pedro). Se halla situada en las proximidades del Puerto y es popularmente conocida como la Ermita del Cristo del Mar;  este Cristo siempre ha sido objeto de profunda devoción en Benicarló. La leyenda cuenta que en 1650 arribó a las playas de Benicarló un falucho del que desembarcó César Cataldo portando una imagen del Cristo en la Cruz; su llegada fue calificada de prodigiosa y los milagros que obró la Santa Imagen aún más.

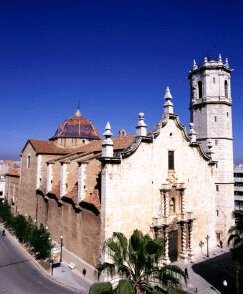
Iglesia de San Bartolomé.

- Iglesia parroquial de San Bartolomé. Del siglo XVIII, con portada barroca y campanario octogonal. La gran fachada barroca es de piedra y enmarca la portada. Tiene dos cuerpos: el superior formado por una gran hornacina con la imagen de San Bartolomé que está rematada por dos columnas salomónicas. El interior del templo es una sola nave con crucero y capillas entre los contrafuertes; sobre el crucero se alza una gran cúpula. El retablo de la Virgen del Remedio es una pintura con la Virgen y el Niño sentado en el trono, rodeados por diferentes santos. Esta obra de arte se le atribuye al artista Vicente Macip.
- Parroquia Santa María del Mar. En 1978 se iniciaron las obras de construcción de la nueva parroquia. Ocupa una forma triangular de 777m2, su estructura y estilo fueron proyectados por el arquitecto Manuel Arnau y decorada por el artista Amadeo Paltor. Sin columnas, es grande y espaciosa, con capacidad para más de mil personas. La fachada mira hacia el oeste; en el presbiterio, sobre una repisa de alabastro, preside la imagen de Santa María del Mar; y debajo del presbiterio y sacristía, está la cripta-capilla del Santísimo. Sobre la puerta central se alza la torre que termina en forma de gran cruz. Según datos históricos, fue el rey D. Jaime I El Conquistador quien al liberar Benicarló en la época musulmana, en el año 1230 trajo la imagen de Santa María y fue colocada en una ermita situada a la orilla del mar, conocida desde ese momento como Santa María del Mar. Además, cuando en 1650 vino el Santo Cristo del Mar, fue colocado junto a ella en la ermita, siendo Santa María la que acercó a los benicarlandos a su Hijo.
- Convento de San Francisco. Construido alrededor dee 1578; la Iglesia, aunque reformada en el siglo XVIII, conserva la estructura originaria del XVI; es de una sola nave, sin capillas laterales, tiene un claustro de construcción austera y sencilla, y la fachada está rematada por una cornisa de línea quebrada, con espadaña de piedra como remate.

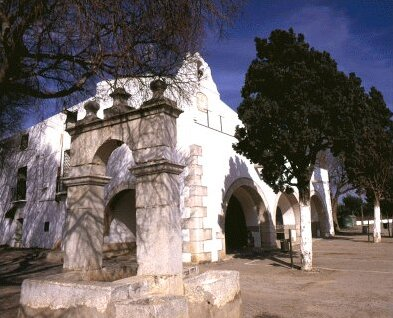
Ermita de San Gregorio

- Ermita de San Gregorio. Se halla a dos kilómetros y medio de la población. Es una ermita de antiguo origen y se desconoce el momento de su construcción; la imagen de San Gregorio es una talla de madera policromada, de toscos aunque expresivos rasgos, probablemente del primer tercio del siglo XVI. La ermita tiene un amplio pórtico formado por cinco arcos de piedra labrada.
- Casa del Marqués de Benicarló
- Casa Bosch
- Murallas de Benicarló
- Torre de los Mártires
- Poblado ibérico del Puig de la Nao. El Puig de la Nao es una pequeña montaña que está situada al norte del término municipal de Benicarló, junto al cauce del barranco de Aguaoliva, el cual sirve de límite natural entre el territorio de Vinaroz y el de Benicarló. En la ladera este de dicha montaña, a una altura que oscila entre los 95 y 110 m. sobre el nivel del mar existen restos de un antiguo poblado que, podría constituir el origen del poblamiento de esta llanura litoral, pero no hay ninguna prueba arqueológica de continuidad entre el abandono del Puig (antes del siglo III a. C.) y el nacimiento de las alquerías de Beni-Gazlum, Vinaroz, el Poaig (siglos XI-XII(?)). El Poblado del Puig de la Nau es del tipo denominado «de ladera», con algunas calles de trazado horizontal que se van adaptando al relieve de la montaña, y otras que ascienden hacia la parte alta donde se halla la muralla. Lo más destacable que se observa en la actualidad son las altas paredes de las viejas viviendas, testimonio de la más antigua cultura urbana que se desarrolló en el territorio benicarlando.
- Poblado ibérico de Tossa. Se halla ubicado en la cima de la montaña de Tossa, al oeste del término municipal de Benicarló, por cuyo lugar discurre la línea divisoria entre este y el de la vecina población, Cálig. Los materiales de este poblado hallados por la superficie de los bancales que ocupa son los característicos de los yacimientos de este tipo y cronología (s. VI-II a. C.), con cerámica ibérica pintada a base de una temática lineal-geométrica y unos pocos motivos vegetales. Al pie de la Tossa, en las proximidades de la Basseta, fue hallada el año 1941 la Necrópolis del Bovalar, cuyas urnas, utensilios y ajuares de bronce son similares a los materiales de la necrópolis de El Puig de la Nao.

## Cultura

### Literatura
- La velada de Benicarló (Diálogo sobre la guerra de España), de Manuel Azaña.
  - La velada de Benicarló, obra de teatro estrenada en el teatro Bellas Artes de Madrid el 5 de noviembre de 1980, dirigida por José Luis Gómez[5]

### Música

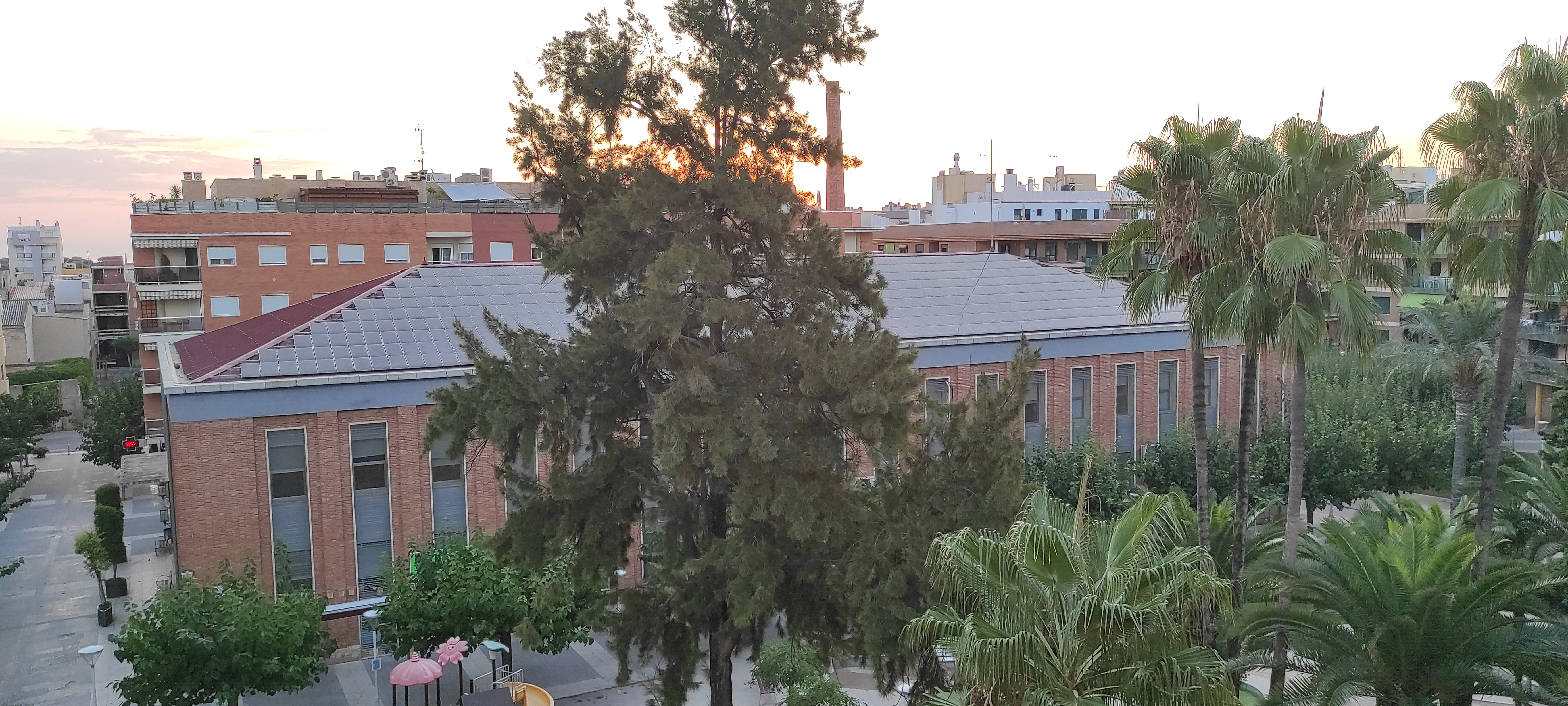
Auditori Municipal Pedro Mercader

- Asociación Musical Ciudad de Benicarló:
  - Banda de Música de la Asociación Musical Ciudad de Benicarló: la banda de música tiene sus orígenes en el año 1840. Alrededor del año 1870 llegaron a existir 3 bandas, cada una asociada a un partido político. Se ha denominado de diferentes formas a lo largo de la historia, y desde el 1976 Asociación Musical Ciudad de Benicarló, pasando a tener unos estatus propios, a integrar músicos de ambos sexos y a formar parte de la Federación de Sociedades Musicales de la Comunidad Valenciana. Ha actuado en diferentes ciudades y países, y ganado numerosos premios en concursos y certámenes tanto Nacionales como Internacionales. Asimismo, ha realizado múltiples grabaciones en CD , ha sido protagonista de los programas de TV Una Música, un poble y Bandalia, y en el 2001 presentó el libro de investigación histórica de la entidad. Ha tenido diferentes directores, y actualmente está bajo la batuta de Pablo Anglés Galindo. Realiza una media de 55 actos anuales y cuenta con una plantilla de 115 músicos federados procedentes de su propia Escuela de Música y del Conservatorio Profesional Mestre Feliu de Benicarló.
  - Banda Juvenil de la Asociación Musical Ciudad de Benicarló: creada en el año 1978, cuenta actualmente con una plantilla de 70 músicos menores de 18 años, provenientes de su propia Escuela de Música. Ha actuado en diferentes ciudades y países, y ha ganado diferentes certámenes, destacando en 2007 y en 2011 el 1.er Premio y Premio al mejor director en el Concorso Bandistico Internazionale Città di Sinnai (Italia) en ambos concursos. Actualmente está bajo la batuta de Pablo Anglés Galindo.

### Fiestas
- Fiestas Patronales. Se celebran en honor de san Bartolomé (24 de agosto), Santos Abdón y Senén (Sants de la Pedra) y Santa María del Mar. Son una concesión del Rey Carlos I el 20 de octubre de 1523. Las fiestas comienzan el viernes anterior a San Bartolomé con la proclamación de la Reina de las Fiestas, la Dulcinea (en representación de los visitantes) y Corte de Honor. La programación incluye todo tipo de actos: un baile de gala, conciertos, orquestas populares, encierros y toros en el puerto con bous a la mar, correfuegos (correfocs), gigantes y cabezudos, habaneras, gastronomía y subasta de platos, competiciones deportivas, sopar de pa i porta en la Plaza de la Constitución donde se reúnen más de 3.000 personas, batalla de flores, y un castillo de fuegos artificiales que cierra el programa. Se llegan a organizar más de 250 actos en colaboración con el centenar de entidades locales.

- Fallas. San José, festividad que se celebra el 19 de marzo, y su Semana Fallera, con toda la parafernalia que conlleva, casales falleros populares, tracas, cohetes, mascletás y los 13 monumentos falleros que arderán la noche del Santo. En la actualidad y después de las Fiestas Patronales, es la de mayor importancia, debido a la masiva afluencia de visitantes en la semana fallera, y su peculiar interpretación de la fiesta, en el sentido de abrir los casales falleros a todos los visitantes. En 2014 se le otorgó el galardón de Fiesta de Interés Turístico Autonómico.
- Fiesta y Feria de San Antonio Abad. Declarada Fiesta de Interés Turístico Provincial se celebra el 16 y 17 de enero. En esta festividad abundan las hogueras en las calles, donde se hace la popular torrada, alegre reunión de vecinos alrededor de las hogueras, para asar los productos típicos de la tierra y el mar: alcachofas, petxines, galeres, chuletas, etc. Al atardecer, en la plaza de la Iglesia, se quema el Dimoni, figura con la imagen del demonio, para ahuyentar los espíritus maléficos; posteriormente tiene lugar un desfile de carros por las calles de la ciudad, con varias paradas en las cuales se cantan les lloes, versos satíricos normalmente encaminados a la crítica de autoridades locales. Desde hace algunos años la Feria ha pasado a celebrarse a mediados de diciembre.
- San Gregorio. Tiene lugar el 9 de mayo. Es el día en que todos los habitantes de la ciudad se dirigen en romería a la Ermita del Santo, en un ambiente de sana alegría, y tras la imagen del Santo, que liberó la ciudad de mortíferas plagas en el pasado.
- San Isidro Labrador, 15 de mayo. Es la Fiesta por excelencia de los labradores: desfiles, exhibiciones agrícolas, procesión, y todo un colectivo de gran importancia en la zona, que este día decide dejar las herramientas de cultivo para disfrutar de la primavera y celebrar aquella próxima cosecha tan esperada durante todo el año.
- Semana Santa. La anual celebración del misterio central de la fe cristiana, el misterio de la pasión, muerte y resurrección de Jesús cuenta en Benicarló con la participación de siete cofradías y gran número de cofrades, lo que denota la importancia que estas celebraciones tienen en la ciudad.
- Fiesta de la Alcachofa. En Benicarló esta hortaliza siempre ha tenido un fuerte arraigo entre los agricultores y el año 1994 se comenzó a celebrar una fiesta en torno a ella, con una serie de actos socioculturales que culminan con una grandiosa torrada de alcachofas. También se celebran unas jornadas del pincho y unas jornadas gastronómicas que tienen como base este producto y que se celebran desde mediados de enero hasta principios de marzo. El año 2014 fue declarada Fiesta de Interés Turístico de la Comunidad Valenciana.

### Gastronomía
De la gastronomía benicarlanda cabe destacar en primer lugar los platos a base de arroz como son el arroz a banda, la paella de la tierra, o el tostado. Es típica también la olla mezclada. Al ser puerto pesquero es un plato esencial de la gastronomía marinera el suquet de pescado, así como los extraordinarios langostinos de Benicarló, o los buenísimos calamares, sepias, púlpitos, galeras, lenguados, y tantos otros deliciosos productos del mar que cada día los marineros extraen de sus aguas.
También son dignos de mención el cabrito al horno o el conejo al Maestrazgo que hacen las delicias de propios y extraños.
En cuanto a los postres no podemos olvidar los pastelillos de cabello de ángel y de boniato, o la coca rápida, carquiñoles, rosquillas de anís y las cocas de San Antonio, especialidades de la repostería de esta ciudad.
Finalmente, no podían faltar en este apartado todo tipo de platos -desde entrantes a postres y dulces- que tienen como base el producto estrella de la huerta benicarlanda, la alcachofa, y que se elaboran alrededor de la tradicional fiesta anual.
A lo largo del año tienen lugar 2 eventos de jornadas gastronómicas que atraen a visitantes de toda España: las jornadas de la alcachofa (en febrero) y las jornadas del pulpo a caduf y pescado de roca (en octubre).

### Deportes
Del deporte benicarlando cabe destacar el fútbol, deporte arraigado en la población desde hace ya más de 90 años. El CD Benicarló es el representante de la ciudad en la Regional Preferente Valenciana Grupo 1; mediante el acuerdo de fusión, la entidad deportiva renace tras años de declive. También destacar en cuanto a este deporte el Benicarló Base Fútbol, la escuela de fútbol base, entidad muy laureada en la provincia de Castellón. 
También destaca el Club Baloncesto Benicarló, entidad deportiva fundada en 1969 de buen renombre en la provincia y a nivel nacional, compitiendo actualmente en la Liga LEB plata. Destacan las categorías base donde el club se sitúa entre los mejores de la provincia.
También coexisten el Club Balonmano Benicarló, Club Atletisme Baix Maestrat, Club Triatló Basiliscus, Club Natació Benicarló, Club Mabel, Club de Tenis Benicarló y la Escuela de vela «Club de Mar». Como deporte emergente en esta ciudad tras décadas en desaparición se sitúa la pelota valenciana con el club «Arrea-li Bona».
Destacar que durante varios años Benicarló contó con un representante en la División de Honor del fútbol sala nacional hasta que por motivos extradeportivos tuvo lugar su disolución.